# Kurdish Lover
Pour plus de détails, voir Fiche technique et Distribution.
Kurdish Lover est un documentaire français réalisé par Clarisse Hahn et sorti en 2012.

## Fiche technique
- Titre : Kurdish Lover
- Réalisation : Clarisse Hahn
- Scénario : Clarisse Hahn
- Photographie : Clarisse Hahn
- Son : Clarisse Hahn
- Montage : Catherine Rascon
- Production : Les Films du Présent
- Distribution : Nour Films
- Pays :  France
- Durée : 95 minutes
- Date de sortie : France - 12 septembre 2012

## Distinctions
- Festival du film de Belfort - Entrevues 2010 : prix du film français et prix du public
- Festival Traces de vies 2010 : grand prix
- Rio de Janeiro International Women's Film Festival 2011 : mention du jury